# Cratere Lebedev
Lebedev è un grande cratere lunare di 121,8 km situato nella parte sud-occidentale della faccia nascosta della Luna.
Il cratere è dedicato al fisico russo Pëtr Nikolaevič Lebedev.

## Crateri correlati
Alcuni crateri minori situati in prossimità di Lebedev sono convenzionalmente identificati, sulle mappe lunari, attraverso una lettera associata al nome.
| Lebedev | Coordinate             | Diametro (in km) |
| ------- | ---------------------- | ---------------- |
| C       | 45°37′48″S 111°22′12″E | 35,86            |
| D       | 45°09′36″S 113°03′00″E | 32,26            |
| F       | 47°57′00″S 111°16′48″E | 20,68            |
| K       | 50°01′12″S 109°21′36″E | 20,99            |